# Batununggul
Batununggul is een bestuurslaag in het regentschap Klungkung van de provincie Bali, Indonesië. Batununggul telt 4635 inwoners (volkstelling 2010).